# Audley Harrison
Audley Hugh Harrison (* 26. Oktober 1971 in London, Vereinigtes Königreich) ist ein ehemaliger britischer Boxer im Schwergewicht. Sein größter Erfolg war der Olympiasieg im Superschwergewicht im Jahr 2000 in Sydney.

## Amateur
Harrison begann 1991 im Alter von 19 Jahren mit dem Boxen. Als Amateur bestritt er 54 Kämpfe, von denen er 46 gewann. 1997 und 1998 wurde er britischer Meister im Superschwergewicht. Im Jahr 1998 nahm er an der Europameisterschaft in Minsk teil, scheiterte aber schon im ersten Kampf an Sjarhej Ljachowitsch, gewann aber die im selben Jahr stattfindenden Commonwealth Games in Kuala Lumpur. Auch die Teilnahme an der Weltmeisterschaft 1999 in Houston war wenig erfolgreich, dort verlor er in der zweiten Turnierrunde gegen den späteren Sieger Sinan Şamil Sam.
Sein größter Erfolg gelang ihm bei den Olympischen Sommerspielen von Sydney im Jahr 2000. Mit Siegen über Alexei Lesin, Olexij Masikin, Paolo Vidoz und im Finale gegen den Kasachen Muchtarchan Dildabekow gewann er die Goldmedaille in der höchsten Gewichtsklasse.

## Profikarriere
Nach dem Sieg wurde er Profi und gab sich den Spitznamen „A-Force“. Harrison wurde aufgrund seines Phlegmas und seines empfindlich wirkenden Kinns als „Fraudley“ und „A-Farce“ verspottet, er hatte viele Feinde in den englischen Medien. Die Kritik war nicht immer fair, waren seine Aufbaugegner Mark Krence, Richel Hersisia und Tomasz Bonin doch zum Zeitpunkt der Kämpfe jeweils noch ungeschlagen.
Er war mehrfach verletzt, was seine Entwicklung hemmte, ein weiteres Problem für ihn war, dass er beim Beginn seiner Profikarriere bereits relativ alt war. Die erste Niederlage in seiner Karriere als Profi erfolgte am 10. Dezember 2005 gegen Danny Williams, er ging in diesem Kampf in der elften Runde zu Boden. In seinem nächsten Kampf gegen Dominick Guinn verlor er erneut nach Punkten.
Für den 9. Dezember 2006 war ein Aufeinandertreffen mit Matt Skelton geplant. Dieser brach sich allerdings in der Vorbereitung auf diesen Kampf die Hand und musste kurzfristig absagen. Als Ersatzgegner wurde dann erneut sein Erzrivale Danny Williams verpflichtet. Harrison dominierte überraschend klar und gewann in der dritten Runde durch K. o.
Am 17. Februar 2007 ging Harrison gegen Michael Sprott im Kampf um die so genannte EU-Meisterschaft in der dritten Runde schwer K. o. Er kehrte erst nach mehr als einem Jahr Pause in den Ring zurück und gewann zwei Kämpfe gegen Aufbaugegner, ohne jedoch dabei zu überzeugen. Am 12. Dezember 2008 verlor er über zehn Runden gegen den ungeschlagenen aber wenig angesehenen Nordiren Martin Rogan nach Punkten.
Am 10. Oktober 2009 gewann er das vom britischen Fernsehsender Sky Sports veranstaltete TV-Turnier Prizefighter, in dem er an einem Abend drei jeweils dreiründige Kämpfe bestritt und für sich entscheiden konnte. Harrison sollte daraufhin gegen den Polen Albert Sosnowski um die Europameisterschaft im Schwergewicht kämpfen. Da Sosnowski den Titel im März 2010 für eine WM-Chance gegen Vitali Klitschko niederlegte, wurde Harrisons Bezwinger Michael Sprott, der vier von sechs Kämpfen seit seinem Sieg gegen Harrison verloren hatte, für das Duell um den nunmehr vakanten EBU-Gürtel nachnominiert. Den Kampf am 9. April 2010 in London konnte Harrison, nach Punkten zurückliegend, durch K. o. in der zwölften Runde gewinnen. Am 13. November 2010 verlor er einen WM-Kampf der WBA gegen Titelhalter David Haye durch technischen K. o. in der dritten Runde.
Am 26. Mai 2012 kehrte Harrison mit einem Sieg durch TKO in 4. Runde über Ali Adams wieder in den Ring zurück. Seinen letzten Kampf bestritt er am 27. April 2013 gegen Deontay Wilder, welchen er nach desolater Vorstellung in der ersten Runde durch KO verlor. Im Anschluss daran verkündete er seinen Rücktritt vom aktiven Boxen.

## Liste der Profikämpfe
| 31 Siege (23 K.o.-Siege), 7 Niederlagen (4 K.o.-Niederlagen) |               |                                                           |                                                                                 |                                           |
| Jahr                                                         | Tag           | Ort                                                       | Gegner                                                                          | Ergebnis für Harrison                     |
| 2001                                                         | 19. Mai       | Wembley Arena, London, Großbritannien                     | Mike Middleton                                                                  | Sieg / TKO 1. Runde                       |
| 2001                                                         | 22. September | Telewest Arena, Newcastle, Großbritannien                 | Derek McCafferty                                                                | Punktsieg / 6 Runden                      |
| 2001                                                         | 20. Oktober   | Kelvin Hall, Glasgow, Schottland                          | Piotr Jurczyk                                                                   | Sieg / TKO 2. Runde                       |
| 2002                                                         | 20. April     | Wembley Conference Centre, London, Großbritannien         | Julius Long                                                                     | Sieg / KO 2. Runde                        |
| 2002                                                         | 21. Mai       | ExCeL Exhibition Centre, London, Großbritannien           | Mark Krence                                                                     | Punktsieg / 6 Runden                      |
| 2002                                                         | 10. Juli      | Wembley Conference Centre, London, Großbritannien         | Dominic Negus                                                                   | Punktsieg / 6 Runden                      |
| 2002                                                         | 5. Oktober    | Olympische Spiele, Liverpool, Großbritannien              | Wade Lewis                                                                      | Sieg / TKO 2. Runde                       |
| 2002                                                         | 23. November  | Boardwalk Hall, Atlantic City (New Jersey), USA           | Shawn Robinson                                                                  | Sieg / TKO 1. Runde                       |
| 2003                                                         | 8. Februar    | Fountain Leisure Centre, Brentford, Großbritannien        | Rob Calloway                                                                    | Sieg / TKO 5. Runde                       |
| 2003                                                         | 29. März      | Wembley Conference Centre, London, Großbritannien         | Ratko Draskovic                                                                 | Punktsieg / 8 Runden                      |
| 2003                                                         | 31. Mai       | York Hall, London, Großbritannien                         | Mathew Ellis                                                                    | Sieg / TKO 2. Runde                       |
| 2003                                                         | 9. September  | Level Nightclub, Miami, USA                               | Quinn Navarre                                                                   | Sieg / KO 3. Runde                        |
| 2003                                                         | 3. Oktober    | Mandalay Bay Resort and Casino, Las Vegas, USA            | Lisandro Ezequiel Diaz                                                          | Sieg / TKO 4. Runde                       |
| 2003                                                         | 12. Dezember  | Edgewater Casino, Laughlin (Nevada), USA                  | Brian Nix                                                                       | Sieg / TKO 3. Runde                       |
| 2004                                                         | 20. März      | Wembley Arena, London, Großbritannien                     | Richel Hersisia WBF-Weltmeisterschaft                                           | Sieg / KO 4. Runde                        |
| 2004                                                         | 8. Mai        | Whitchurch Sports Centre, Bristol, Großbritannien         | Julius Francis WBF-Titelverteidigung                                            | Punktsieg (einstimmig) / 12 Runden        |
| 2004                                                         | 19. Juni      | Alexandra Palace, Wood Green, Großbritannien              | Tomasz Bonin WBF-Titelverteidigung                                              | Sieg / TKO 9. Runde                       |
| 2005                                                         | 9. Juni       | Pechenga Entertainment Center, Temecula, USA              | Robert Davis                                                                    | Sieg / TKO 7. Runde                       |
| 2005                                                         | 18. August    | HP Pavillon, San Jose (California), USA                   | Robert Wiggins                                                                  | Sieg / TKO 4. Runde                       |
| 2005                                                         | 10. Dezember  | ExCeL Exhibition Centre, London, Großbritannien           | Danny Williams (Boxer) vakante Commonwealth-Meisterschaft                       | Punktniederlage (mehrstimmig) / 12 Runden |
| 2006                                                         | 14. April     | Aqua Caliente Casino, Rancho Mirage, USA                  | Dominick Guinn                                                                  | Punktniederlage (einstimmig) / 10 Runden  |
| 2006                                                         | 9. Juni       | Tropicana Hotel & Casino, Atlantic City (New Jersey), USA | Andrew Greeley                                                                  | Sieg / KO 3. Runde                        |
| 2006                                                         | 9. Dezember   | ExCeL Exhibition Centre, London, Großbritannien           | Danny Williams (Boxer)                                                          | Sieg / TKO 3. Runde                       |
| 2007                                                         | 17. Februar   | Wembley Arena, London, Großbritannien                     | Michael Sprott EBU-Europameisterschaft vakante britische Meisterschaft (BBBofC) | Niederlage / KO 3. Runde                  |
| 2008                                                         | 19. April     | Thomas & Mack Center, Las Vegas, USA                      | Jason Barnett                                                                   | Sieg / TKO 5. Runde                       |
| 2008                                                         | 6. September  | Manchester Evening News Arena, Manchester, Großbritannien | George Arias                                                                    | Punktsieg / 10 Runden                     |
| 2008                                                         | 6. Dezember   | Manchester Evening News Arena, Manchester, Großbritannien | Martin Rogan                                                                    | Punktniederlage / 10 Runden               |
| 2009                                                         | 2. Oktober    | ExCeL Exhibition Centre, London, Großbritannien           | Scott Belshaw 'Prizefighter'-Schwergewichtsturnier-Viertelfinale                | Sieg / TKO 2. Runde                       |
| 2009                                                         | 2. Oktober    | ExCeL Exhibition Centre, London, Großbritannien           | Danny Hughes 'Prizefighter'-Schwergewichtsturnier-Halbfinale                    | Punktsieg (einstimmig) / 3 Runden         |
| 2009                                                         | 2. Oktober    | ExCeL Exhibition Centre, London, Großbritannien           | Coleman Barrett 'Prizefighter'-Schwergewichtsturnier-Finale                     | Sieg / TKO 2. Runde                       |
| 2010                                                         | 9. April      | Alexandra Palace, Wood Green, Großbritannien              | Michael Sprott vakante EBU-Europameisterschaft                                  | Sieg / KO 12. Runde                       |
| 2010                                                         | 13. November  | Manchester Evening News Arena, Manchester, Großbritannien | David Haye WBA-Weltmeisterschaft                                                | Niederlage / TKO 3. Runde                 |
| 2012                                                         | 26. Mai       | Brentwood Centre, Brentwood (Essex), Großbritannien       | Ali Adams                                                                       | Sieg / TKO 4. Runde                       |
| 2012                                                         | 13. Oktober   | Echo Arena, Liverpool, Großbritannien                     | David Price (Boxer) Commonwealth-Meisterschaft britische Meisterschaft (BBBofC) | Niederlage / TKO 1. Runde                 |
| 2013                                                         | 23. Februar   | York Hall, London, Großbritannien                         | Claus Bertino 'Prizefighter'-Schwergewichtsturnier-Viertelfinale                | Sieg / TKO 1. Runde                       |
| 2013                                                         | 23. Februar   | York Hall, London, Großbritannien                         | Martin Rogan 'Prizefighter'-Schwergewichtsturnier-Halbfinale                    | Punktsieg (einstimmig) / 3 Runden         |
| 2013                                                         | 23. Februar   | York Hall, London, Großbritannien                         | Derric Rossy 'Prizefighter'-Schwergewichtsturnier-Finale                        | Sieg / TKO 2. Runde                       |
| 2013                                                         | 27. April     | Motorpoint Arena, Sheffield, Großbritannien               | Deontay Wilder                                                                  | Niederlage / TKO 1. Runde                 |